# Phoroncidia maindroni
Phoroncidia maindroni är en spindelart som först beskrevs av Simon 1905.  Phoroncidia maindroni ingår i släktet Phoroncidia och familjen klotspindlar. Inga underarter finns listade i Catalogue of Life.